# 1995 WS1
1995 WS1 är en asteroid i huvudbältet som upptäcktes den 16 november 1995 av de båda japanska astronomerna Seiji Ueda och Hiroshi Kaneda i Kushiro.
Asteroiden har en diameter på ungefär 4 kilometer.